# Alexander Pope

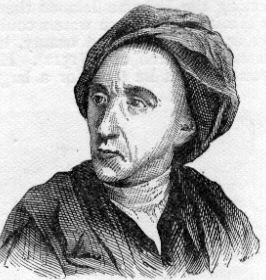
Alexander Pope, poet şi eseist englez cunoscut mai ales pentru al său Eseu despre critică și Rape of the Lock

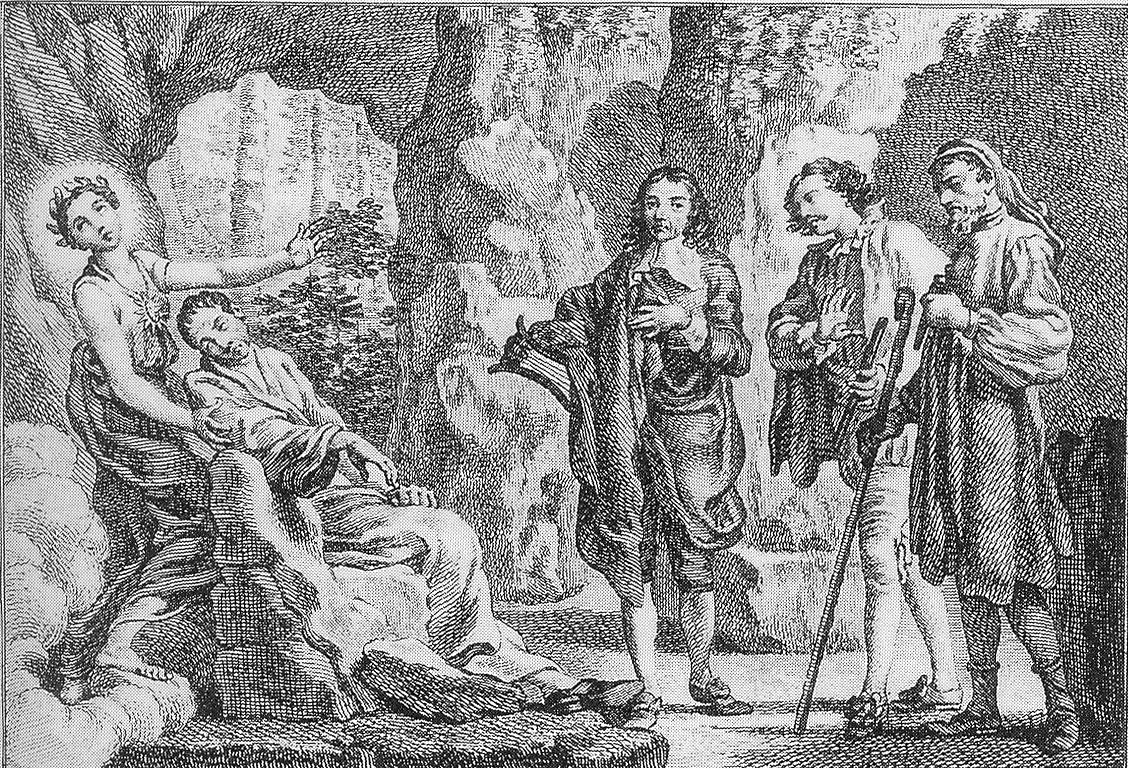
The death of Alexander Pope from Museus, a threnody by William Mason. Diana holds the dying Pope, and John Milton, Edmund Spenser, and Geoffrey Chaucer prepare to welcome him to heaven.

Alexander Pope (n. 21 mai 1688 - 30 mai 1744) este considerat unul dintre cei mai mari poeți englezi ai secolului al 18-lea, ai iluminismului, dar și ai neoclasicismului englez.

## Biografie
Alexander Pope, născut într-o familie romano-catolică în 1688, a fost educat în special acasă, conform modei timpului pentru cei înstăriți, dar și datorită legilor penale severe instituite de Biserica Angliei (Church of England) contra tuturor celora ce nu erau de credință anglicană.
Din copilărie, a suferit de numeroase probleme de sănătate, incluzând Boala lui Pott (Pott's disease) o anumită formă de tuberculoză care afectează măduva coloanei vertebrale, care i-a deformat corpul, i-a blocat creșterea la doar 1,37 m și i-a grăbit moartea la vârsta relativ tânără de 56 de ani.
Deși scria poezie de la 12 ani, prima contribuție majoră la lumea literară este considerat Eseu asupra Criticii, care a fost publicat în 1711, când avea 23 ani. Apoi a urmat de The Rape of the Lock (1712, revizuit 1714).

## Opere
- (1709) — Pastorale (Pastorals)

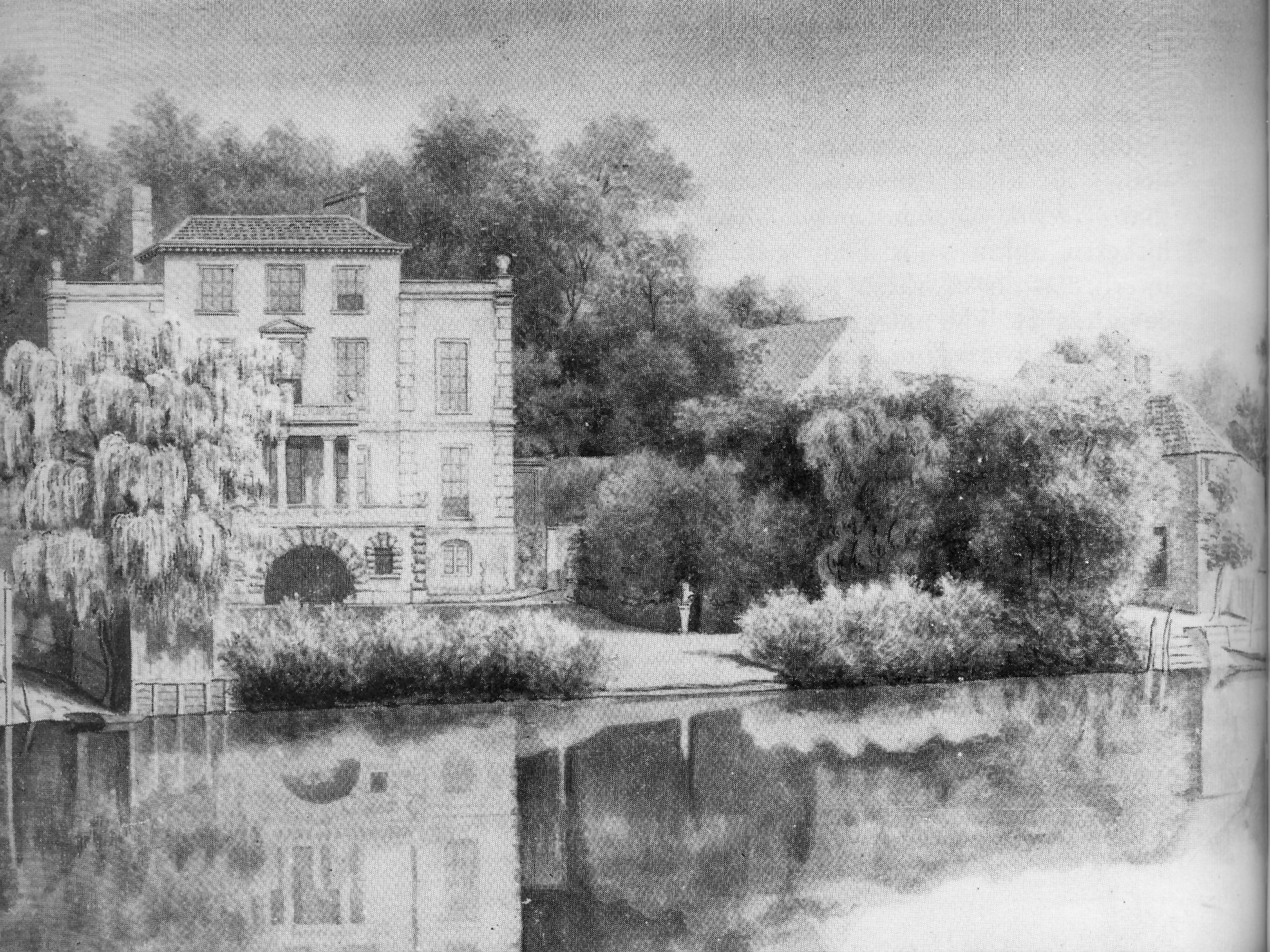
Casa lui Pope din Twickenham, conform unei acuarele realizată la scurt timp după decesul său.

- (1711) — Un eseu despre critică (An Essay on Criticism)
- (1712) — Violul lacătului (The Rape of the Lock)
- (1713) — Pădurea Windsor (Windsor Forest)
- (1717) — Eloisa către Abelard (Eloisa to Abelard)
- (1717) — Elegie [dedicată] memoriei unei doamne lipsite de noroc (Elegy to the Memory of an Unfortunate Lady)
- (1728) — The Dunciad
- (1734) — Eseu despre om (Essay on Man)
- (1735) — Prologul satirelor (The Prologue to the Satires) (a se vedea și Epistle to Dr Arbuthnot)